# Чхунчхън-Пукто
Чхунчхън-Пукто (на корейски: 충청 북도) е провинция в централна Южна Корея. Чхунчхън-Пукто е с население от 1 462 621 жители (2000) и обща площ от 7436 км². Град Чхънджу е административен център на провинцията. В Чхунчхън-Пукто са разположени 3 града. Основана е през 1896 г.